# 名古屋文化短期大学
名古屋文化短期大学（日语：／ Nagoya Bunka Tanki Daigaku *），简称NFCC，是一所位于日本爱知县名古屋市东区的私立短期大学。

## 概要

### 简介
- 学校最早可以追溯到1933年[2]。短期大学为于1950年开办[2]、由学校法人山田学园经营。

### 历史
- 1950年 山田家政短期大学成立并同时设置家政科[2]。
- 1967年 家政科分离为服装专攻[注 3]和食物专攻[2]。
- 1968年 第二部成立于家政科[2]。
- 1969年 服装专攻[注 3]变更为家政专攻[2]。
- 1985年 服饰专攻成立[2]。
- 1987年 改校名为名古屋女子文化短期大学[2]。
- 1999年 专科生活文化专攻成立[3]。
- 2000年 专科生活学专攻成立[3]。
- 2004年 改校名为名古屋文化短期大学[2]。开始招収男学生。
- 2005年 服饰专攻变更为时装商务专攻[4]。
- 2006年 今年3月31日第二部停办[4]。

### 宪章
- 请参看名古屋文化短期大学的标志 （页面存档备份，存于） （日語） 2013年12月15日阅览。

## 学校环境
- 校区：在爱知县名古屋市东区

## 历任校长
- 山田健市：现在短期大学校长[5]

## 组织

### 学科
- 生活文化学科
  - 第一部
    - 生活文化专攻
    - 伙食专攻[注 1]
    - 时装商务专攻

  - 第二部[注 2]

### 专科
| - 生活文化专攻 - 生活学专攻 |

### 业余课程
| - 没有 |

## 相关链接
- 日本短期大学列表